# 유럽무족도마뱀

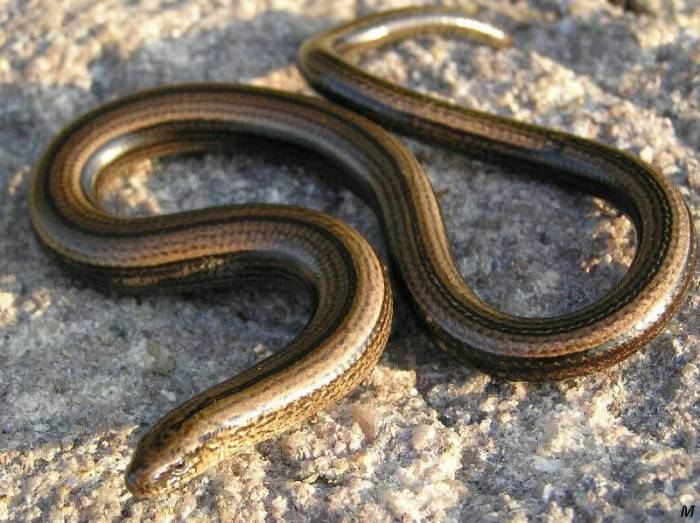
유럽무족도마뱀.

유럽무족도마뱀(Anguis fragilis, slow worm, blindworm)은 유라시아에 서식하는 팔다리가 없는 도마뱀이다. 뱀도마뱀, 굼벵이무족도마뱀이라고도 한다.
일부는 굴을 파는 도마뱀들인데, 밑면 물체들을 숨기는 데에 많은 시간을 할애한다. 비늘은 다른 것들과 겹치지 않은 까닭에 유럽무족도마뱀의 살갗은 부드럽다. 다른 수많은 도마뱀들처럼 유럽무족도마뱀은 자절을 하는데, 이는 꼬리를 절단하여 포식자들로부터 도망치는 능력이 있다는 뜻이다. 꼬리가 다시 자라긴 하지만 원래 길이만큼으로 자라지는 않는다. 유럽무족도마뱀의 가장 큰 사망 원인들 가운데 하나로는 집고양이이다.
크기는 50 센티미터 정도로까지 자라며 매우 긴 수명을 자랑한다. 유럽무족도마뱀은 가장 오래 생존하는 도마뱀으로 간주되는데, 야생에서는 약 30년, 억류한 상태에서는 최대 54년(이 기록은 코펜하겐 동물원에서 1962년부터 2009년까지 생존한 수컷을 기준으로 한 것이다)이다.

## 분류
- Anguis fragilis 린네, 1758
  - A. f. fragilis 린네, 1758
  - A. f. colchicus Nordmann, 1840

아종 A. f. fragilis는 유럽 전역에 걸쳐 볼 수 있으며 A. f. colchicus는 유럽 남동부, 캅카스, 이란에서 볼 수 있다.